# ۱-آمینو-۲-پروپانون
۱-آمینو-۲-پروپانون (به انگلیسی: 1-Amino-2-propanone) یک ترکیب شیمیایی با شناسه پاب‌کم ۲۱۵ است. 